# Battaglia di Alizia
La battaglia di Alizia fu uno scontro navale vinto al largo di Alizia, vicino all'isola di Leucade nel 375/374 a.C. dalla flotta ateniese, comandata da Timoteo, su quella spartana di Nicoloco; da quel momento gli Spartani non ebbero più una flotta degna di nota.

## Antefatto e svolgimento

### Secondo Senofonte
Secondo il resoconto di Senofonte, nel 375 a.C. gli Ateniesi, molto risentiti per l'azione a tradimento di Sfodria, armarono 60 navi e ne diedero il comando Timoteo, incaricato di circumnavigare il Peloponneso; Timoteo, dopo aver compiuto il giro della penisola, si diresse a nord e prese Corcira, senza però infierire sui vinti, il che gli conquistò la simpatia di tutte le città della regione.
Gli Spartani, allora, armarono una flotta di 61 navi, comandata dal navarca Nicoloco, e la mandarono contro di lui. L'ammiraglio spartano, quando incontrò la flotta di Timoteo, lo affrontò pur essendo in inferiorità numerica, dato che le sue 6 navi provenienti da Ambracia non erano con lui, e fu sconfitto nella battaglia che ne seguì.

### Secondo Diodoro
Secondo il resoconto di Diodoro Siculo, molto più sintetico, Timoteo prese Cefalonia e convinse anche le città dell'Acarnania ad allearsi con Atene; dopodiché, fattosi amico anche il re di Macedonia Alceta, vinse una flotta spartana al largo dell'isola di Leucade.

### Secondo Isocrate
Secondo il resoconto di Isocrate, che in vari punti concorda con Senofonte, Timoteo, provvisto di appena 50 navi (non 60, come dice Senofonte) e di 30 talenti, riuscì comunque a prendere Corcira, che aveva una flotta di ben 80 navi, e a sconfiggere una flotta spartana.

## Conseguenze
Secondo quanto riferito da Senofonte, dopo lo scontro Timoteo portò la sua flotta ad Alizia, vi innalzò un trofeo e cominciò a fare rifornimenti; nel frattempo i resti della flotta di Nicoloco, riunitisi alle 6 navi mancanti, innalzarono un analogo trofeo nelle isole vicine.
A quel punto Timoteo, finiti i rifornimenti e unitosi ai rinforzi mandati da Corcica, aveva una flotta di 70 navi, nettamente superiore a quella di Nicoloco, ma Senofonte non parla di un secondo scontro, anche se dice chiaramente che, grazie a questa superiorità, aveva comunque il controllo assoluto del mare, anche se era in notevole imbarazzo per la paga da dare ai marinai, visto che aveva portato da Atene solo 30 talenti.
Secondo Isocrate fu questo l'inizio della nuova potenza navale ateniese.